# Ricardo Ramos Cordero
Ricardo Ramos Cordero (Barcelona, 1859 - ¿1938?) fue un empresario naviero y político de Cataluña (España). Hijo del naviero Ramón Alonso Ramos, fundador de la Casa Ramos en 1845 en Ribadeo, y que en 1854 se estableció en Barcelona. A la muerte de su padre en 1888 se convirtió en gerente de la compañía, cargo que ocupó hasta 1938, y convirtió la empresa en la tercera de España en el sector. Fue diputado al Congreso por la circunscripción de Lérida en las elecciones generales de 1914 y 1916, y senador de 1918 a 1923.